# Ponte sospeso

Schema di ponte sospeso

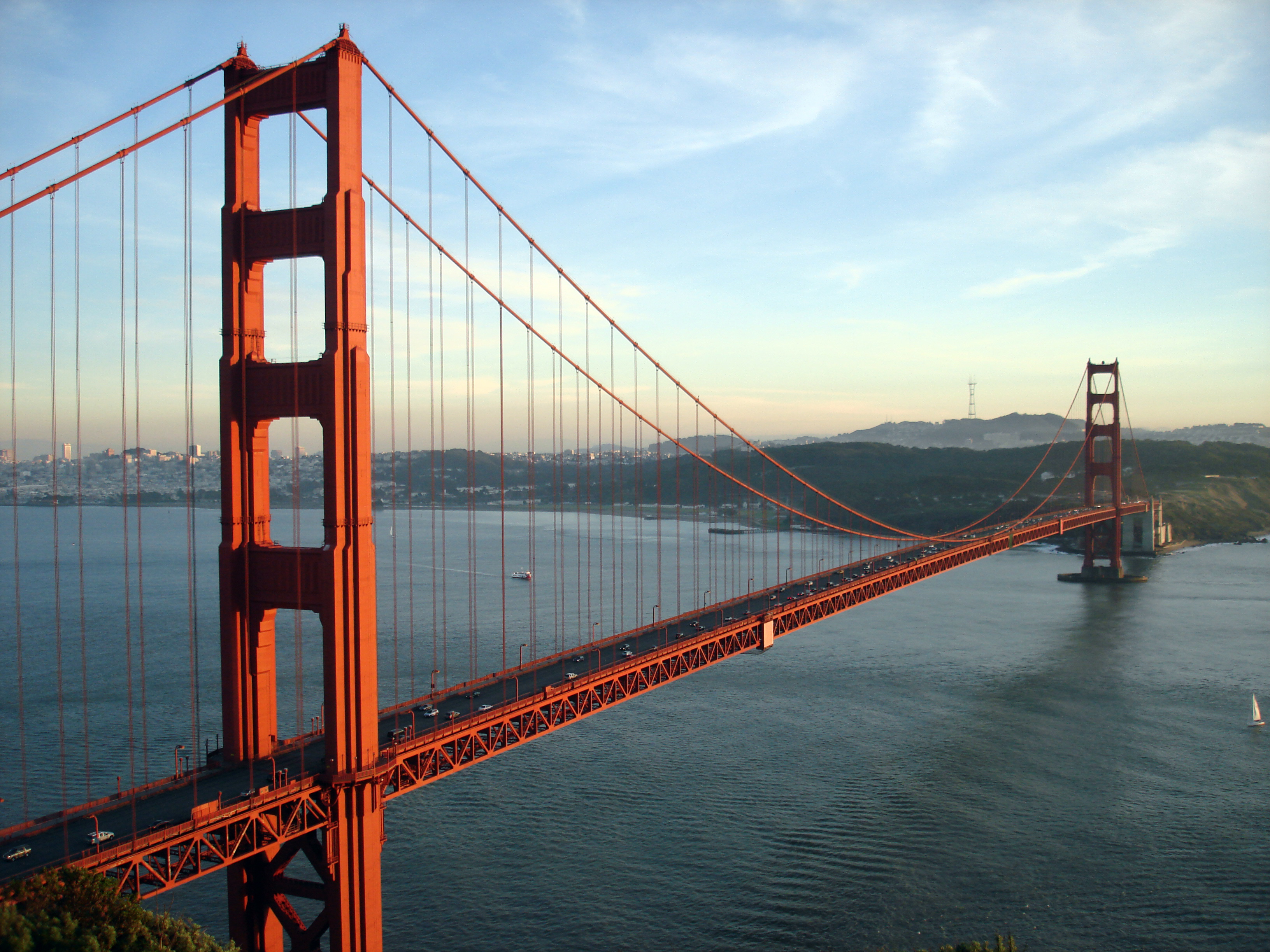
Il Golden Gate Bridge a San Francisco

Un ponte sospeso è un tipo di ponte in cui l'impalcato, la struttura orizzontale che consente l'attraversamento, è appeso per mezzo di cavi o elementi rigidi verticali ad un numero di cavi principali.
I cavi principali sono generalmente sorretti alle estremità del ponte o sopra le pile del ponte da torri.
Fin dall'antichità questo tipo di ponti è stato utilizzato dall'umanità per attraversare ostacoli. Con il passare dei secoli, l'introduzione e la miglioria dei distinti materiali da costruzione, questo tipo di ponti sono stati capaci di sopportare il traffico stradale e perfino linee ferroviarie. Oggi questo tipo si utilizza solo per ponti di grande luce.

## Storia
Il primo a teorizzare, nel XVI secolo, il sistema costruttivo dei ponti sospesi fu Fausto Veranzio che, nella sua opera Machinae novae, addita declamazione Latina, Italica, Gallica, Hispanica et Germanica, illustra, con incisioni, due tipologie di ponti sospesi: uno su canapi e l'altro con catene metalliche (un ponte strallato).

### Stati Uniti e Regno Unito

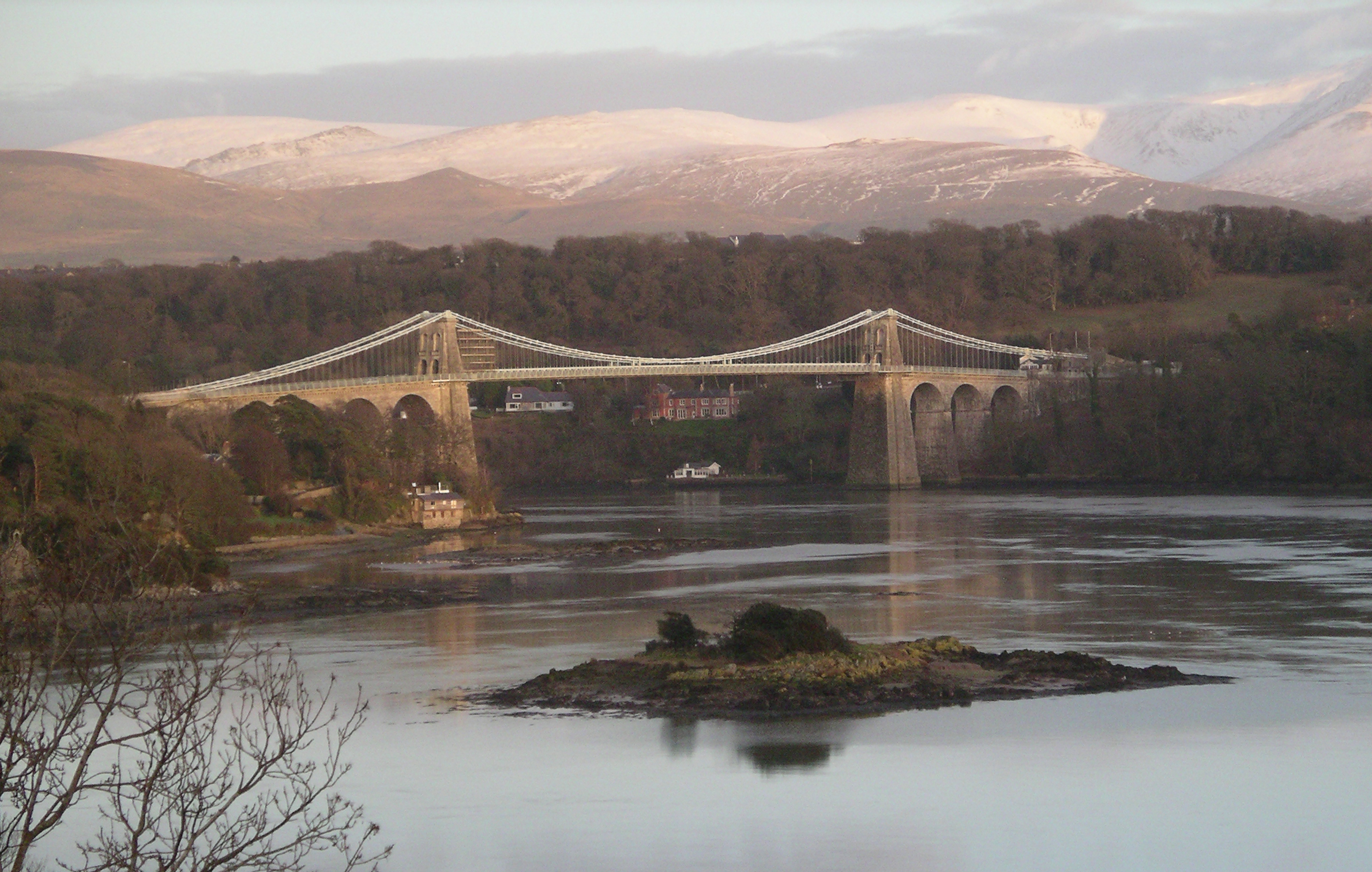
Il ponte sospeso sul Menai, che collega l'isola di Anglesey alla terraferma del Galles, 1826

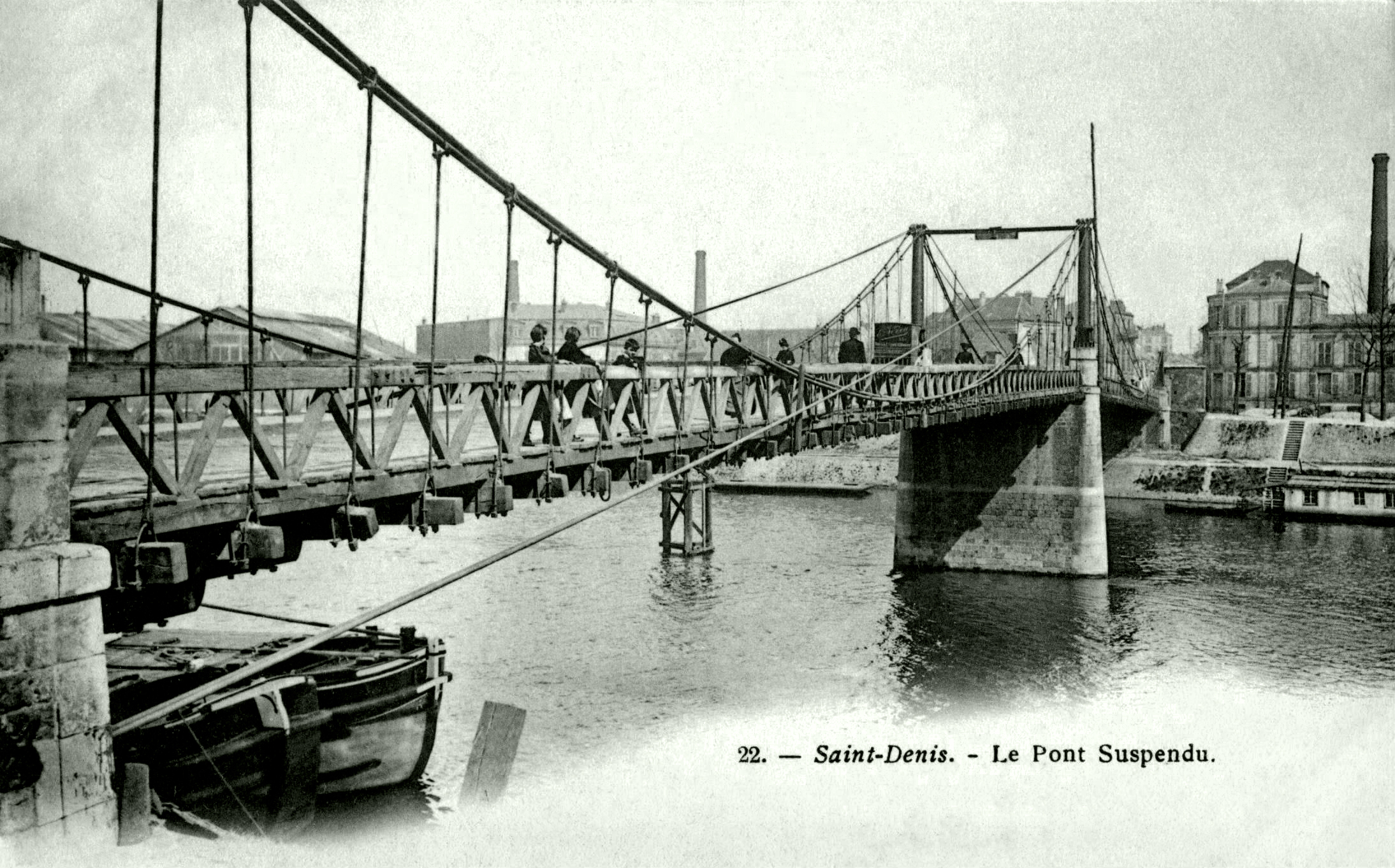
Ponte sulla Senna a Saint-Denis realizzato nel 1844 da Marc Seguin

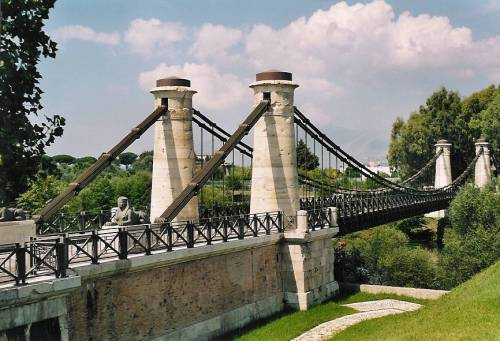
Il Ponte Real Ferdinando sul Garigliano, tra il Lazio e la Campania, 1832

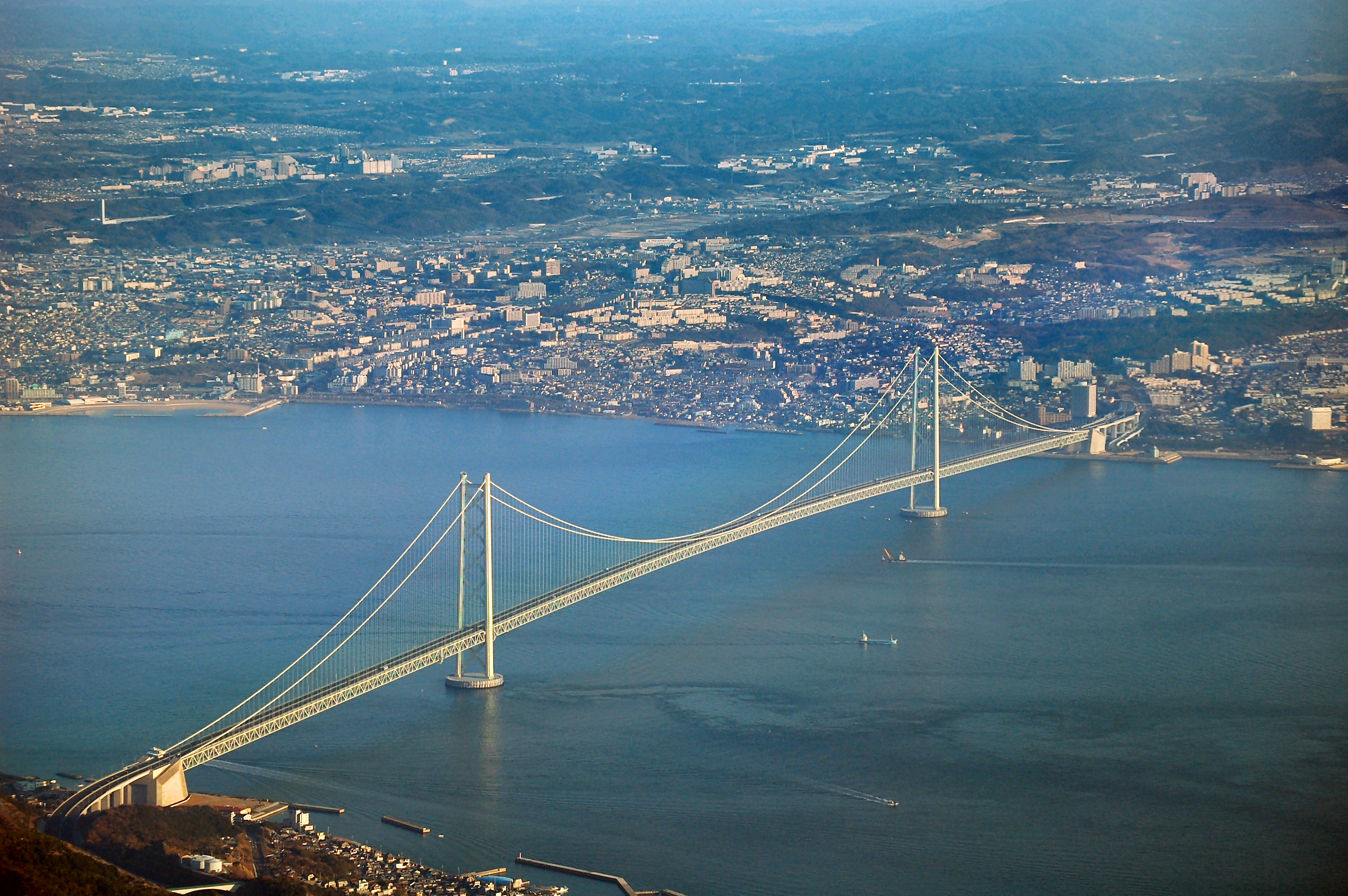
Ponte di Akashi Kaikyō a Kōbe, Giappone

La forma attuale dei ponti sospesi fu sviluppata a principio del XIX secolo; da allora ponti di questo tipo sono stati costruiti in tutto il mondo.
Le prime esperienze furono realizzate negli Stati Uniti dove James Finley brevetta un ponte sospeso con catene di ferro e costruisce nel 1802 un ponte sul fiume Jacobs Creek, in Pennsylvania. A questo ne seguirono altri sia pure di luce piuttosto ridotta.
Dopo le esperienze fatte negli Stati Uniti, le prime realizzazioni europee avvennero in Regno Unito dove lo sviluppo della metallurgia poteva offrire materiali ad alte prestazioni che permisero il raggiungimento di luci notevoli.
Dopo il Dryburgh Abbey Bridge in Scozia (1817), tra il 1819 ed il 1820 fu costruito l'Union Bridge, di 137 metri, sul fiume Tweed, posto sul confine tra Scozia e Inghilterra, progettato dal capitano di marina Samuel Brown e realizzato con catene.
Thomas Telford, la figura di maggior rilievo del periodo, costruì tra il 1819 ed il 1826 il ponte sul Menai, un braccio di mare tra l'isola di Anglesey e la terraferma del Galles. Il ponte fu costruito con sedici catene di sospensione, ciascuna costituita da 935 barre di ferro forgiato (oggi in acciaio), su una luce di ben 176 metri. Al momento della costruzione era il ponte più lungo del mondo.
Tra i primi costruiti vi è anche il primo ponte di Hammersmith (1827), a Londra di William Tierney Clark ed il Marlow suspension bridge sul Tamigi (1829-1832).

### Francia
L'evoluzione del sistema costruttivo e la larga diffusione di ponti sospesi fu dovuta ai fratelli Seguin. In particolare Marc Seguin introduce l'uso di cavi metallici al posto di "catene" forgiate, oltre ad altri molti accorgimenti e perfezionamenti che concretizza nella costruzione del ponte di Tournon nel 1825. La ditta fondata insieme ai fratelli Camille, Jules, Paul e Charles, costruisce un gran numero di ponti (oltre 65) in Francia ed anche in Spagna ed Italia (i due ponti sospesi di Firenze, ponte San Leopoldo e ponte San Ferdinando, costruiti tra il 1836 e 1837, entrambi scomparsi).
Si occupò di ponti sospesi anche Henri Navier, pioniere della scienza delle costruzioni e della teoria dell'elasticità che scrive un trattato sui ponti sospesi.

### Italia
Ancora prima dei due ponti fiorentini dei Seguin, in Italia si era già manifestato un notevole interesse per questa tipologia strutturale che prometteva di contribuire alle nuove esigenze infrastrutturali. I primi ponti costruiti furono:
- il ponte San Benedetto (oggi chiamato "ponte di ferro" o "passerella di San Benedetto") nell'allora Regno Lombardo-Veneto, a Padova, sospeso su corde ordite a fila di ferro, lungo 26,80 metri e largo 3,75 m[1], costruito per opera del colonnello del Genio Anton Claudio Galateo per congiungere la riviera di San Benedetto con la strada del Patriarcato passando sopra al Tronco Maestro del Bacchiglione[2][3] fu inaugurato il 10 agosto 1828[1] ma dovette essere in seguito ricostruito integralmente in stile liberty nel 1881 a causa del suo deterioramento per l'incuria e lo stato d'abbandono[4];
- il ponte di Villa Paolina (più propriamente una passerella[5]) a Sesto Fiorentino, in località Quinto Alto, progettato dall'ingegnere Antonio Carcopino tra il 1825 e il 1828, e il ponte Leopoldo II, del 1833, che furono i primi ponti italiani a cavi metallici;[6]
- il ponte Ferdinandeo sul Garigliano, che fu nel 1832, il primo ponte sospeso italiano carrabile a catene di ferro forgiate ed il sesto di questo tipo ad essere costruito in Europa. Il ponte attuale è una ricostruzione moderna inaugurata nel 2001 in quanto l'originale fu fatto saltare dai tedeschi nel 1943.

### XX secolo
Nel 1998 è stato aperto al traffico il ponte sospeso stradale più grande del mondo, il ponte di Akashi Kaikyō, in Giappone, la cui campata principale misura quasi due chilometri (1 991 m). Nel 2011 sarebbe dovuta iniziare la costruzione del ponte sullo Stretto di Messina, che, se realizzato in conformità al progetto in appalto, diverrebbe il più lungo ponte sospeso del mondo scavalcando con un'unica luce i 3 300 m di larghezza dello Stretto.

## Struttura
I cavi che costituiscono l'arco rovescio dei ponti sospesi devono essere ancorati agli estremi del ponte, dato che sono incaricati di trasmettere una parte importante del carico che deve sopportare la struttura. L'impalcato è di solito sospeso da tiranti verticali che sono collegati a detti cavi. Nell'ipotesi verosimile in cui i cavi siano molto più leggeri dell'impalcato, i cavi di un ponte sospeso, che in assenza di carico si disporrebbero secondo una curva catenaria, formano approssimativamente una parabola.